# Куренная Ошма
 Куренная Ошма — деревня в Пировском районе Красноярского края в составе Троицкого сельсовета.

## География
Находится в примерно в 21 километре по прямой на север от районного центра села Пировское.

## Климат
Климат в районе резко континентальный. Самый теплый месяц — июль, со средней температурой +17,8 °С, с абсолютным максимумом +34,6 °С. Самый холодный месяц — январь: средняя температура составляет –20,1 °С, абсолютный минимум –52,5 °С. 

## История
Основана деревня в 1912 году.  В 1926 году учтено было 322 жителя, преимущественно татары. В советское время работал колхоз  «Новая Пятилетка».   

## Население
Постоянное население составляло 110 человека в 2002 году (85% татары),  79 в 2010.